# Fausto De Angelis
Fausto De Angelis (Vibo Valentia, 12 agosto 1973) è un politico italiano.

## Biografia
Amministratore unico della Mephite Srl di Vibo Valentia, ha frequentato il corso di studi in medicina e chirurgia presso l'Università di Perugia senza però conseguire la laurea.
Dal 2010 al 2015 ha ricoperto la carica di consigliere comunale a Vibo Valentia eletto nelle file del Popolo della Libertà.

### Senatore della Repubblica
Secondo dei non eletti nella circoscrizione Calabria per la Lega alle elezioni del 2018, si insedia come senatore nel marzo del 2022 a seguito delle dimissioni della collega Tilde Minasi, incompatibile in quanto assessore regionale.